# أنجل فاير (نيومكسيكو)
أنجل فاير (بالإنجليزية: Angel Fire, New Mexico)‏ هي بلدة تقع في الولايات المتحدة في مقاطعة كولفاكس، نيومكسيكو. يقدر عدد سكانها بـ 1,214 نسمة ومساحتها 75 كم2 و وترتفع عن سطح البحر 2,562 متر.

## التركيبة السكانية
حدّد مكتب تعداد الولايات المتحدة بيانات التركيبة السكانية لأنجل فاير في تعداد الولايات المتحدة. في ما يلي، التركيبة السكانية حسب تعدادي 2000 و2010.

### تعداد عام 2000
بلغ عدد سكان أنجل فاير 1,048 نسمة بحسب تعداد عام 2000، وبلغ عدد الأسر 462 أسرة وعدد العائلات 341 عائلة مقيمة في القرية. في حين سجلت الكثافة السكانية 14 نسمة لكل كيلومتر مربع (36.3/ميل2). وبلغ عدد الوحدات السكنية 1,791 وحدة بمتوسط كثافة قدره 24 لكل كيلومتر مربع (62.2/ميل2).
وتوزع التركيب العرقي للقرية بنسبة 90.46% من البيض و0.19% من الأمريكيين الأفارقة و1.05% من الأمريكيين الأصليين و0.95% من الأمريكيين ذوي الأصول الآسيوية و4.48% من الأعراق الأخرى و2.86% من عرقين مختلطين أو أكثر و12.12% من الهسبانيون أو اللاتينيون من أي عرق.
بلغ عدد الأسر 462 أسرة كانت نسبة 26% منها لديها أطفال تحت سن الثامنة عشر تعيش معهم، وبلغت نسبة الأزواج القاطنين مع بعضهم البعض 64.9% من أصل المجموع الكلي للأسر، ونسبة 5.6% من الأسر كان لديها معيلات من الإناث دون وجود شريك،  بينما كانت نسبة 3.2% من الأسر لديها معيلون من الذكور دون وجود شريكة وكانت نسبة 26.2% من غير العائلات. تألفت نسبة 20.6% من أصل جميع الأسر من عدة أفراد يعيشون في نفس المنزل ونسبة 5.2% كانت تتألف من شخص يعيش بمفرده يبلغ من العمر 65 عاماً أو أكثر. وبلغ متوسط حجم الأسرة المعيشية 2.27، أما متوسط حجم العائلات فبلغ 2.56.
بلغ العمر الوسطي للسكان 46.9 عاماً. وكانت نسبة 19.9% من القاطنين تحت سن الثامنة عشر، وكانت نسبة 3.3% بين الثامنة عشر والرابعة والعشرين عاماً، ونسبة 22.7% كانت واقعةً في الفئة العمرية ما بين الخامسة والعشرين والرابعة والأربعين عاماً، ونسبة 38.1% كانت ما بين الخامسة والأربعين والرابعة والستين، ونسبة 15.9% كانت ضمن فئة الخامسة والستين عاماً فما فوق. يوجد لكل 100 أنثى 104.7 ذكر، ويوجد لكل 100 أنثى في الثامنة عشر من عمرها فما فوق 101.2 ذكر.
بلغ متوسط دخل الأسرة في القرية 48,250 دولارًا، أما متوسط دخل العائلة فبلغ 56,125 دولارًا. وكان متوسط دخل الذكور 35,417 دولارًا مقابل 26,429 دولارًا للإناث. وسجل دخل الفرد الخاص بالقرية 29,614 دولارًا. وكانت نسبة 6.7% من العائلات ونسبة 11.7% من السكان تحت خط الفقر، وكان من هؤلاء نسبة 12.4% تحت سن الثامنة عشر ونسبة 2.3% في الخامسة والستين من العمر وما فوق.

### تعداد عام 2010
بلغ عدد سكان أنجل فاير 1,216 نسمة بحسب تعداد عام 2010، وبلغ عدد الأسر 602 أسرة وعدد العائلات 379 عائلة مقيمة في القرية. في حين سجلت الكثافة السكانية 16.3 نسمة لكل كيلومتر مربع (42.2/ميل2). وبلغ عدد الوحدات السكنية 2,417 وحدة بمتوسط كثافة قدره 32.4 لكل كيلومتر مربع (83.9/ميل2).
وتوزع التركيب العرقي للقرية بنسبة 87.75% من البيض و0.41% من الأمريكيين الأفارقة و0.90% من الأمريكيين الأصليين و0.90% من الأمريكيين ذوي الأصول الآسيوية و0.33% من سكان جزر المحيط الهادئ و7.24% من الأعراق الأخرى و2.47% من عرقين مختلطين أو أكثر و17.35% من الهسبانيون أو اللاتينيون من أي عرق.
بلغ عدد الأسر 602 أسرة كانت نسبة 17.3% منها لديها أطفال تحت سن الثامنة عشر تعيش معهم، وبلغت نسبة الأزواج القاطنين مع بعضهم البعض 55.1% من أصل المجموع الكلي للأسر، ونسبة 4.8% من الأسر كان لديها معيلات من الإناث دون وجود شريك،  بينما كانت نسبة 3% من الأسر لديها معيلون من الذكور دون وجود شريكة وكانت نسبة 37% من غير العائلات. تألفت نسبة 33.2% من أصل جميع الأسر من عدة أفراد يعيشون في نفس المنزل ونسبة 10.3% كانت تتألف من شخص يعيش بمفرده يبلغ من العمر 65 عاماً أو أكثر. وبلغ متوسط حجم الأسرة المعيشية 2.02، أما متوسط حجم العائلات فبلغ 2.54.
بلغ العمر الوسطي للسكان 53.3 عاماً. وكانت نسبة 15.5% من القاطنين تحت سن الثامنة عشر، وكانت نسبة 5.7% بين الثامنة عشر والرابعة والعشرين عاماً، ونسبة 15.6% كانت واقعةً في الفئة العمرية ما بين الخامسة والعشرين والرابعة والأربعين عاماً، ونسبة 38.8% كانت ما بين الخامسة والأربعين والرابعة والستين، ونسبة 24.4% كانت ضمن فئة الخامسة والستين عاماً فما فوق. وتوزع التركيب الجنسي للسكان بنسبة 51.7% ذكور و48.3% إناث.